# Coppa Bernocchi 1934
La Coppa Bernocchi 1934, sedicesima edizione della corsa, si svolse il 23 settembre 1934 su un percorso di 234 km con partenza e arrivo a Legnano. Aperta ai professionisti, fu vinta dall'italiano Pietro Rimoldi, che terminò la gara in 7h00'00", alla media di 33,19 km/h, precedendo i connazionali Bernardo Rogora e Severino Canavesi. Parteciparono 85 ciclisti.

## Percorso
Dopo il consueto via da Legnano (sede della società organizzatrice, l'Unione Sportiva Legnanese), il percorso portò i ciclisti fino ad Omegna, in Piemonte, passando per Gallarate, Arona, Stresa e Gravellona Toce. Da Omegna si affrontarono le prime due salite, a Nonio e sul Colle della Cremosina, con seguente discesa a Borgosesia e quindi transito a Borgomanero (km 132), Gattico (dopo una breve salita) e rientro in Lombardia a Sesto Calende. Da Sesto Calende si risalì verso Angera e si costeggiò Besozzo, Gavirate e Cittiglio fino alla salita di Brinzio, superata la quale si rientrò, via Varese, verso Legnano.

## Ordine d'arrivo (Top 10)
| Pos. | Corridore          | Squadra       | Tempo    |
| ---- | ------------------ | ------------- | -------- |
| 1    | Pietro Rimoldi     | Bianchi       | 7h00'00" |
| 2    | Bernardo Rogora    | Gloria        | s.t.     |
| 3    | Severino Canavesi  | Legnano       | s.t.     |
| 4    | Mario Cipriani     | Fréjus        | s.t.     |
| 5    | Nino Sella         | Maino         | s.t.     |
| 6    | Enrico Bolis       | U.S. Castell. | s.t.     |
| 7    | Angelo Varetto     | S.C. Nazzaro  | s.t.     |
| 8    | Isidoro Piubellini | U.S. Legnan.  | s.t.     |
| 9    | Rinaldo Gerini     | 35ª L. MVSN   | s.t.     |
| 10   | Stefano Giuppone   | Cuneo Sport.  | s.t.     |